# Bernhard Lüthi
Bernhard Lüthi (* 21. August 1938 in Bern) ist ein Schweizer Maler und Kurator.

## Leben und Werk
Bernhard Lüthi machte eine Ausbildung zum Fotoretuscheur in Bern, anschliessend war er von 1961 bis 1964 in Basel als Designer in einer Werbeagentur tätig und begann gleichzeitig, eigene künstlerische Arbeiten herzustellen. Seit 1968 lebt und arbeitet er in Düsseldorf. Er hielt sich mehrfach für längere Zeit in Australien auf (1974–75, 1977–78 und 1985), wo er sich mit der Kunst und Kultur der Aborigines auseinandersetzte. Das Jahr 1976 verbrachte Lüthi in New York.
Lehraufträge hatte Bernhard Lüthi von 1979 bis 1980 an der Kunstakademie Düsseldorf und von 1989 bis 1990 an der Kunstakademie Münster.
In den 1980er Jahren war Bernhard Lüthi Kurator am Museum of Contemporary Art Sydney und von 1990 bis 1994 kuratierte er die Ausstellung „Aratjara – Art of the First Australians“, die in der Kunstsammlung Nordrhein-Westfalen in Düsseldorf, in London und Louisiana gezeigt wurde. 1989 betreute er den australischen Beitrag zur Ausstellung Magiciens de la terre im Centre Georges Pompidou Paris. Von 1999 bis 2001 war er Co-Kurator der Ausstellung „Altäre der Welt“ im Museum Kunstpalast. 2006 initiierte er eine Retrospektive zum Werk des australischen Künstlers John Mawurndjul im Museum Tinguely in Basel und im Sprengel Museum Hannover.

## Ausstellungen
- 2006 Kunstgenuss im Overall Museum Tinguely, Basel
- 1982 Biennale di Venezia, Venedig
- 1977 documenta 6, Kassel
- 1976 New Paintings, André Emmerich Gallery, 420 West Broadway, New York City
- 1968 Stedelijk Museum, Amsterdam